# Ерік Тіґерстедт
Е́рік Ма́ґнус Ке́мпбелл Ті́ґерстедт (швед. Eric Magnus Campbell Tigerstedt, * 4 серпня 1887, Гельсинкі, Фінляндія — † 20 квітня 1925, Нью-Йорк, США) — фінський винахідник, інженер і промисловець.

## Біографічні дані
Народився в сім'ї відомого наукового та політичного діяча, геолога й дендролога Акселя Фредріка Тіґерстедта і Марії Гелени Флоренс фон Шульц. Мав сестру Марію й братів Єрана, Карла Ґустава Людвіґа, Акселя Улофа та Акселя Ернульфа — знаного фінського шведськомовного письменника.
Один із найзначніших фінських винахідників. Його називали Томасом Едісоном Фінляндії. Він перший озвучив німий фільм. З 1912-го по 1924 рік одержав 71 патент.
Вже 11-літнім хлопчиком Ерік змайстрував просту фотокамеру, а коли був на два роки старший, створив електродвигуни та батареї своєї конструкції. 1902 року він, посварившись із батьком і покинувши рідний дім, почав працювати різноробом у різних механічних майстернях та на верфі в Гельсинкі. Потім влаштувався на роботу техніком телефонного зв'язку.
У 1908 році Тіґерстедт переїхав до Німеччини, щоб учитися далі. Здобувши середню освіту, вступив на електротехнічний відділ політехнікуму в Кетені. Закінчивши навчання в 1911 р., він повернувся до Фінляндії, де експериментував у галузі технології звукового кіно. У 1913-му приїхав до Німеччини й разом із шведами, бізнесменом Акселем Вальстедтом та інженером Гуґо Свартлінґом, заснував компанію «Фотомаґнетофон» — першу в низці невдалих ділових починань. Спершу лабораторію конфіскували за незаплачене винаймання, а потім її знищила пожежа. У січні 1914 р. компанія розпалася.
Тіґерстедт далі працював над озвученням німого кіно, і йому вдалося вирішити головну технічну проблему — підсилення звуку у великому залі для глядачів, завдяки вдосконаленню радіолампи Лі де Фореста. Її коефіцієнт підсилення збільшився в кілька разів. У лютому-березні 1914 року Тіґерстедт показав свій самотужки озвучений фільм Word and Picture («Слово і зображення») невеликій групі науковців.
Будучи змушеним покинути Німеччину як громадянин Росії, в липні 1914-го Тіґерстедт повернувся до Фінляндії, відтак перебрався спочатку до Швеції, а в 1915 р. до Данії. Після ще однієї невдалої спроби започаткувати виробничу діяльність він переїхав на батьківщину, а в 1917 році повернувся в Данію. Заснував там ще одну фірму, яку потім довелося продати. Після цього він взяв участь у створенні норвезької компанії «A/S Анод», у якій мав 45 % акцій.
Як громадянина Фінляндії, Тіґерстедта мобілізували на фінську громадянську війну, й у лютому 1918 року він почав воювати. Після припинення бойових дій узяв участь в параді перемоги 16 травня 1918 року, тоді повернувся в Данію, де 1919 року одружився з Інґрід Ліґнелль. 1921 р. народився син — Карл Аксель Вальдемар, а невдовзі батьки розлучилися.
Під час Першої світової війни в Німеччині визнано недійсними всі патенти Тіґерстедта. Після війни він одержав компенсацію від німецького уряду — мізерну через гіперінфляцію в Німеччині 1921 — 1923 рр. У 1922 році Тіґерстедт перемістив свою лабораторію до Фінляндії й заснував нову компанію під назвою «Патенти Тіґерстедта» — теж невдалу.
У 1923 році Тіґерстедт переїхав до Америки, де заснував свою останню компанію «The Tiger Manufacturing Co», яка виробляла малогабаритні радіоприймачі та шифрувальні пристрої. Мексиканський уряд придбав два такі пристрої, був непоганий збут продукції. Тіґерстедт мав нагоду зустрітися з великим американським винахідником Томасом Алвою Едісонном, і той написав міністрові торгівлі рекомендаційного листа про Тіґерстедта.
20 квітня 1924 Тіґерстедт потрапив в автокатастрофу, а наступного року в той же день помер через туберкульоз нирок, викликаний наслідками травм, зазнаних у цій катастрофі. Прах винахідника перепоховано в Гельсинкі. Як і багато хто, Ерік Тіґерстедт за життя не дочекався належного визнання.

## Деякі винаходи
- Модель автоматичної рушниці з лічильником пострілів, яка вистрілювала під натиском великого пальця. Забракло коштів, щоб її запатентувати.
- Триколісний мотоцикл.
- Пристрій для запису звуку на металевий дріт — фотомагнітофон. Цей винахід не здобув визнання й не дав авторові ніякої фінансової вигоди.
- Електроофтальмоскоп, тобто прилад для передавання зображення і звуку на далекі відстані. На передавальному й приймальному пунктах встановлено дзеркала-вібратори. У передавачі використано фотоелектричні властивості селену, а у приймачі промені від джерела світла модульовано з допомогою пристрою Фарадея. Отримане зображення проектувалося на екран. Відбувся сеанс передавання зображення через електричний кабель з Лондона до Берліна.
- Переговорний пристрій для пілотів, що відзначався мініатюрністю навушників. На його основі розроблено слуховий апарат для туговухих замість традиційного й застарілого акустичного ріжка-конфузора.
- Німецький патент (1914) за метод озвучування фільму.
- Патент на вдосконалення тріода: значне збільшення коефіцієнта підсилення, концентричне розміщення електродів, застосування стальних дзеркал, щоб запобігти спотворенням сигналу.
- Кишеньковий складаний телефон з дуже тонким вугільним мікрофоном (1917 р.), прообраз нинішніх мобільних телефонів.
- Патент на процес передавання під водою ультразвукового сигналу частотою 30 кГц.